# ...and the Seventh His Soul Detesteth
...and the Seventh His Soul Detesteth är det norska black metal-bandet Aeternus sjätte studioalbum. Albumet utgavs 2013 som en dubbel-CD av skivbolaget Dark Essence Records (dotterbolag till Karisma Records).

## Låtlista
Disc 1
1. "There Will Be None" (Ares/Specter/V'gandr) – 7:17
2. "...and the Seventh His Soul Detesteth" (Ares/Specter/V'gandr) – 4:58
3. "Spurcitias" (Ares/Specter/V'gandr) – 6:09
4. "Ruin and Resurrect" (Ares/Specter/V'gandr) – 6:29
5. "The Confusion of Tongues" (Ares/V'gandr) – 3:57
6. "Hubris" (Ares/V'gandr) – 2:26
7. "Reap What You Saw" (Ares/V'gandr) – 5:40
8. "Saligia" (Ares/V'gandr) – 6:41
9. "The Hand That Severs the Bonds of Creation" (Ares/V'gandr) – 4:01
10. "The Spirit of Illumination" (Ares/V'gandr) – 4:42

Disc 2 - Dark Sorcery
1. "Black Dust" (Ares) – 7:48
2. "Victory" (Ares) – 3:54
3. "Raven and Blood" (Ares) – 5:43
4. "Nordlys" (Ares) – 3:13

## Medverkande
Musiker (Aeternus-medlemmar)
- Ares (Ronny Brandt Hovland) – sång, gitarr, basgitarr
- Phobos (Elefterios Santorinios) – trummor
- Specter (Tim August Birkeland) – gitarr

Produktion
- Bjørnar Nilsen – producent
- Cato Langnes – producent, ljudtekniker, ljudmix, mastring
- Herbrand Larsen – mastring
- Aeternus – producent
- Davthvs (Timo Ketola) – omslagsdesign
- Kristine Ristesund – foto

### Fotnoter
1. ↑  ...and the Seventh His Soul Detesteth på discogs.com